# 786

## Догађаји
- Википедија:Непознат датум — Владавина династије Абасида у Багдаду.

- Краљ Карло Млађи, син Карла Великог и владар Аквитаније, посећује Монте Касино и Капуу, обе на територији Беневента. Принц Арехис II, осећајући се угроженим од Франака, одлучује да треба да престане да се сукобљава са византијским војводством Напуљским како би се могао усредсредити на франачког непријатеља. Принц Арехис II зато потписује мировни споразум са Напуљским војводством.
- Егберт се настањује на двору Карла Великог и учи вештине управљања током свог боравка у Галији. Током свог боравка упознаје Еадберхта, свештеника, који касније постаје краљ Кента.
- 11. јун – Битка код Факха: Абасиди су угушили Алидски устанак у Медини. Један од Алида, Идрис ибн Абдалах, бежи у Магреб у западној северној Африци, где је касније основао династију Идрисида.
- 14. септембар – Харун ал-Рашид постаје абасидски калиф у Багдаду, након смрти његовог брата Ал-Хадија. Он именује Салима Иунисија за гувернера Синда и долине Инда.
- Беатије од Либана, монах и теолог, објављује свој Коментар Апокалипсе.